# Стефанакони
Стефана̀кони (на италиански: Stefanaconi, вероятно от старогръцката дума Στεφανικόνιον, Стефаниконион) е малко градче и община в Южна Италия, провинция Вибо Валентия, регион Калабрия. Разположено е на 647 m надморска височина. Населението на общината е 2523 души (към 2010 г.).